# Seidenhaariger Hartriegel
Der Seidenhaarige Hartriegel (Cornus amomum) ist eine Pflanzenart aus der Gattung Hartriegel (Cornus) in der Familie der Hartriegelgewächse (Cornaceae). Der Strauch wächst im östlichen Nordamerika, wo er als „silky dogwood“ bezeichnet wird, als deutscher Name wird entsprechend Seidenhaariger Hartriegel benutzt. Die Art ist benannt nach der indischen Gewürzpflanzen-Gattung Amomum (Zingiberaceae) und wurde 1768 von Philip Miller beschrieben.

## Beschreibung
Es ist ein Strauch, der Wuchshöhen von einem bis vier Metern erreicht. Seine Zweige sind ausgebreitet bis bogig überhängend, wo sie den Boden berühren, können sie Wurzeln bilden. Aus den Wurzeln treiben auch zahlreiche Ausläufer, so dass an geeigneten Standorten schnell ausgedehnte Dickichte entstehen.
Die jungen Zweige sind besonders im Winter dunkelrot, im Schatten auch grünlich, ältere Zweige färben sich langsam grau-grün. Das Mark ist rosa bis hellbraun gefärbt, ein Unterscheidungsmerkmal zum Seidigen Hartriegel (Cornus sericea) mit weißem Mark. Junge Zweige tragen eine graue Behaarung.
Die gegenständigen Laubblätter sind fünf bis zehn Zentimeter lang, oberseits stumpf grün, unterseits heller, beim Austrieb grau behaart. Die Blattadern sind zur Blattspitze hin gebogen. Im Herbst färben sich die Blätter vor dem Laubfall braun.
Die gelblich-weißen Blüten stehen in Trugdolden, Blütezeit ist etwa von Juni bis Juli. Die entstehende Steinfrucht ist blau-grau gefärbt, sonnenseits oft heller bis weiß. Die blaue Frucht wird hauptsächlich durch Vögel verbreitet, aber auch verschiedene Säugetiere fressen sie.

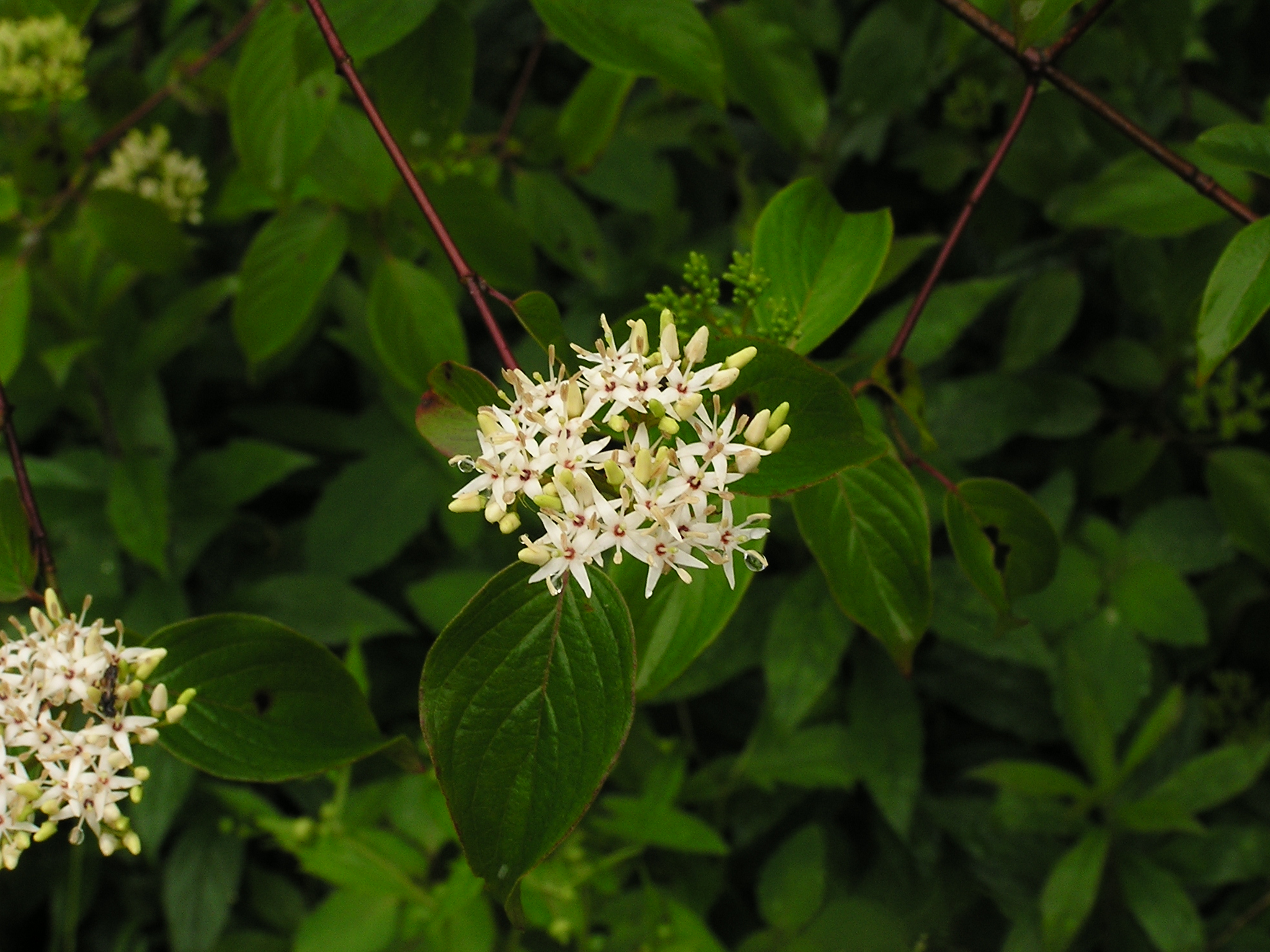
Seidenhaariger Hartriegel (Cornus amomum)

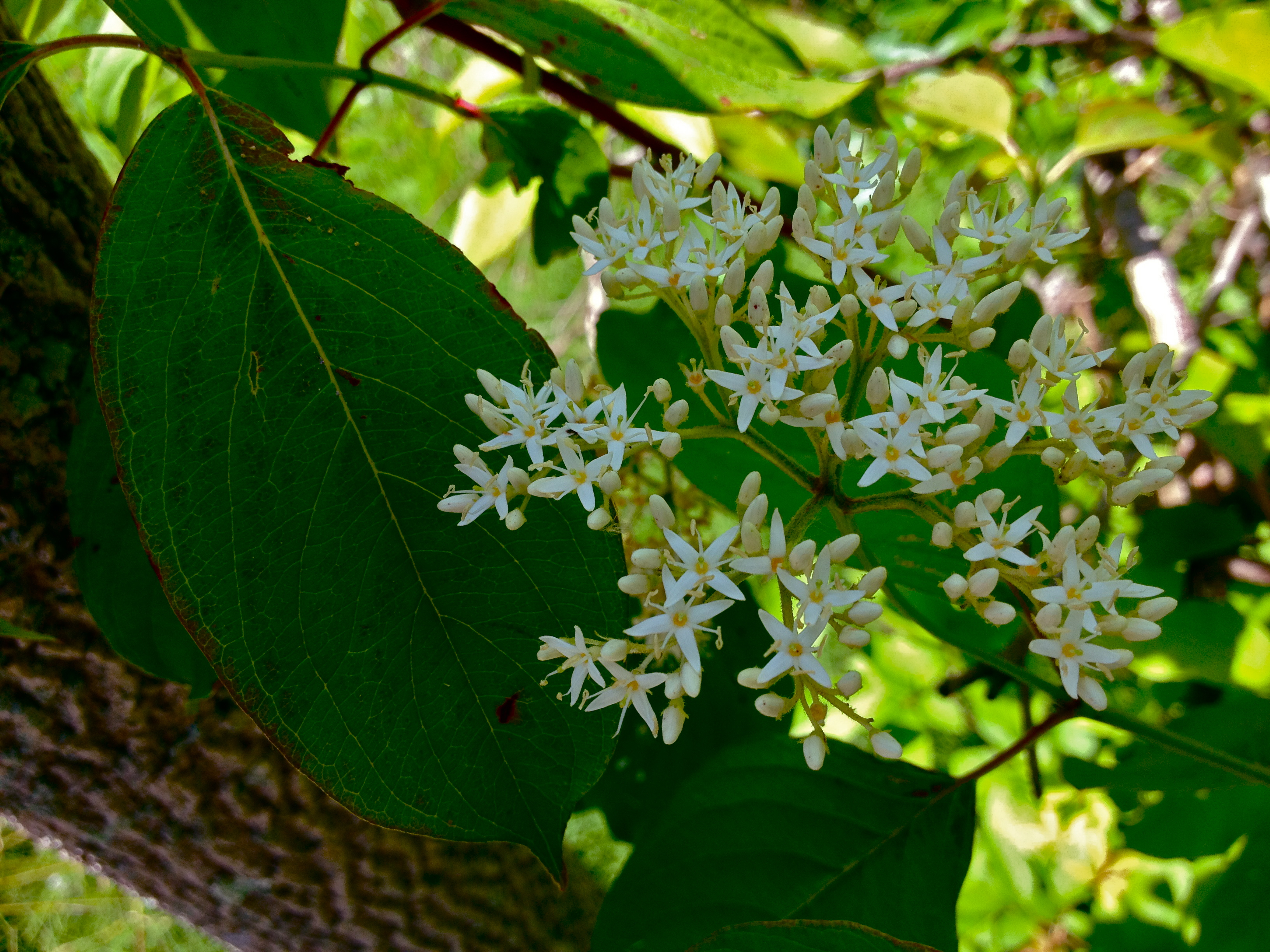
Seidenhaariger Hartriegel (Cornus amomum)

## Verbreitung
Cornus amomum ist vom südöstlichen Kanada über die ganze Ostküste der USA verbreitet, im Südosten allerdings nicht sehr häufig.
Er wächst dort auf gut mit Wasser und Nährstoffen versorgten Böden, an Bächen und in Sümpfen. Er erträgt auch sehr schattige Standorte.

## Verwendung
In der freien Landschaft nutzt man das rasche Wachstum und die wurzelnden Ausläufer, um Bodenerosion zu vermeiden. In Nordamerika wird Cornus amomum verwendet, um gestörte Flächen an Bächen zu befestigen.
Die innere Rinde wurde früher zusammen mit anderen Kräutern geraucht, diese Mischung wird als „Kinnikinnik“ bezeichnet.

## Systematik
Die Abgrenzung zu ähnlichen Arten wie Cornus sericea ist schwierig. Cornus obliqua wird besser als Unterart von Cornus amomum angesehen:
- Cornus amomum subsp. amomum (Syn.: Cornus sericea var. schuetzeana C.A.Mey., Cornus amomum var. schuetzeana (C.A.Mey.) Rickett): Sie kommt in den zentralen und östlichen Vereinigten Staaten vor.[3]
- Cornus amomum subsp. obliqua (Raf.) J.S.Wilson (Syn.: Cornus obliqua Raf.) Sie kommt vom südöstlichen Kanada bis zu den nördlich-zentralen und östlichen Vereinigten Staaten vor.[3]